# 紋眼九棘鱸
紋眼九棘鱸，為輻鰭魚綱鱸形目鱸亞目鮨科的其中一種，分布於東大西洋區，從西撒哈拉至安哥拉海域，棲息深度20-200公尺，體長可達70公分，生活在沙石底質海域，為底棲性魚類，屬肉食性，可做為食用魚。

## 擴展閱讀
維基物種上的相關：紋眼九棘鱸